# Trollius hondoensis
Trollius hondoensis är en ranunkelväxtart som beskrevs av Takenoshin Nakai. Trollius hondoensis ingår i släktet smörbollssläktet, och familjen ranunkelväxter. Inga underarter finns listade i Catalogue of Life.

## Bildgalleri

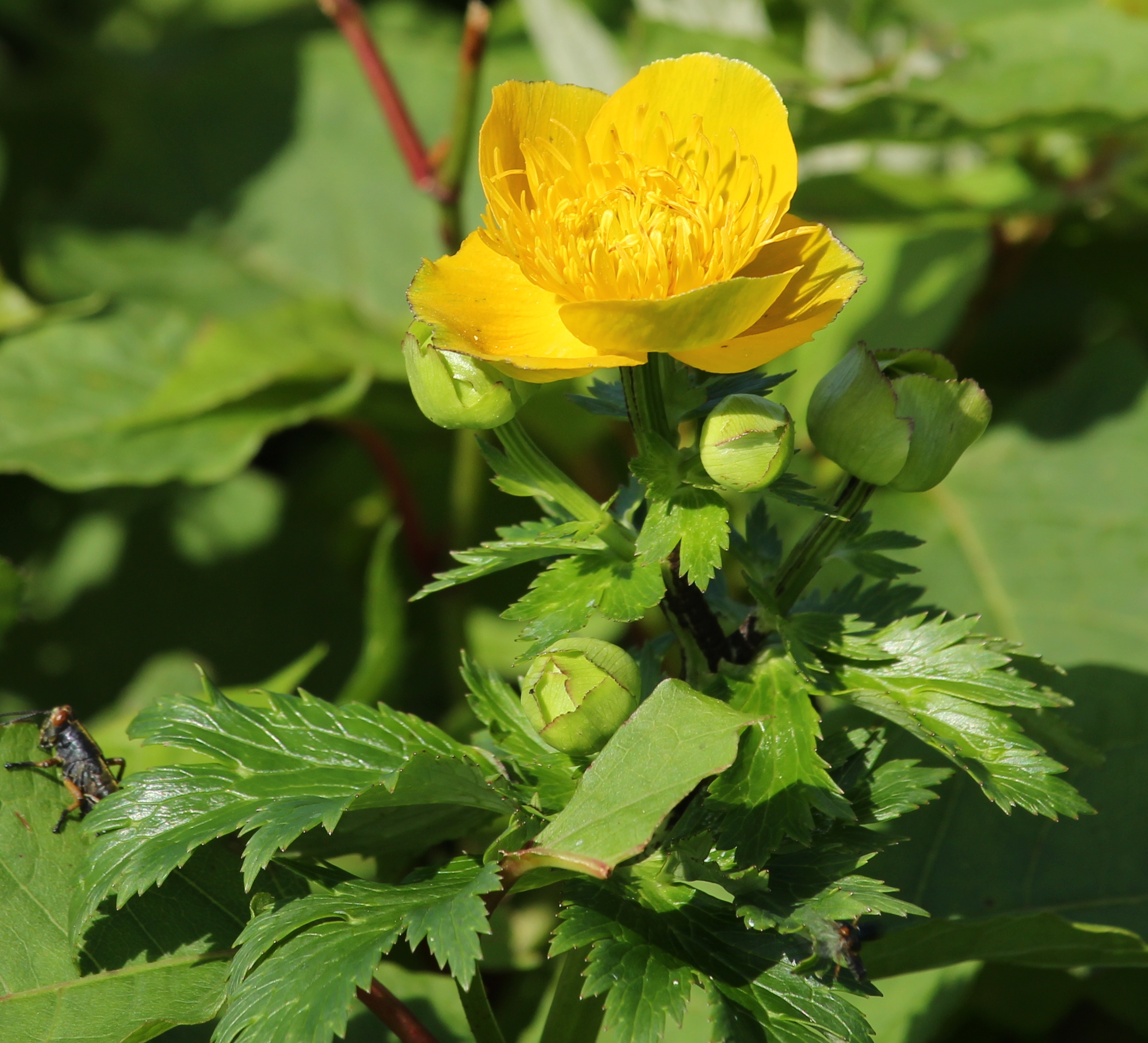
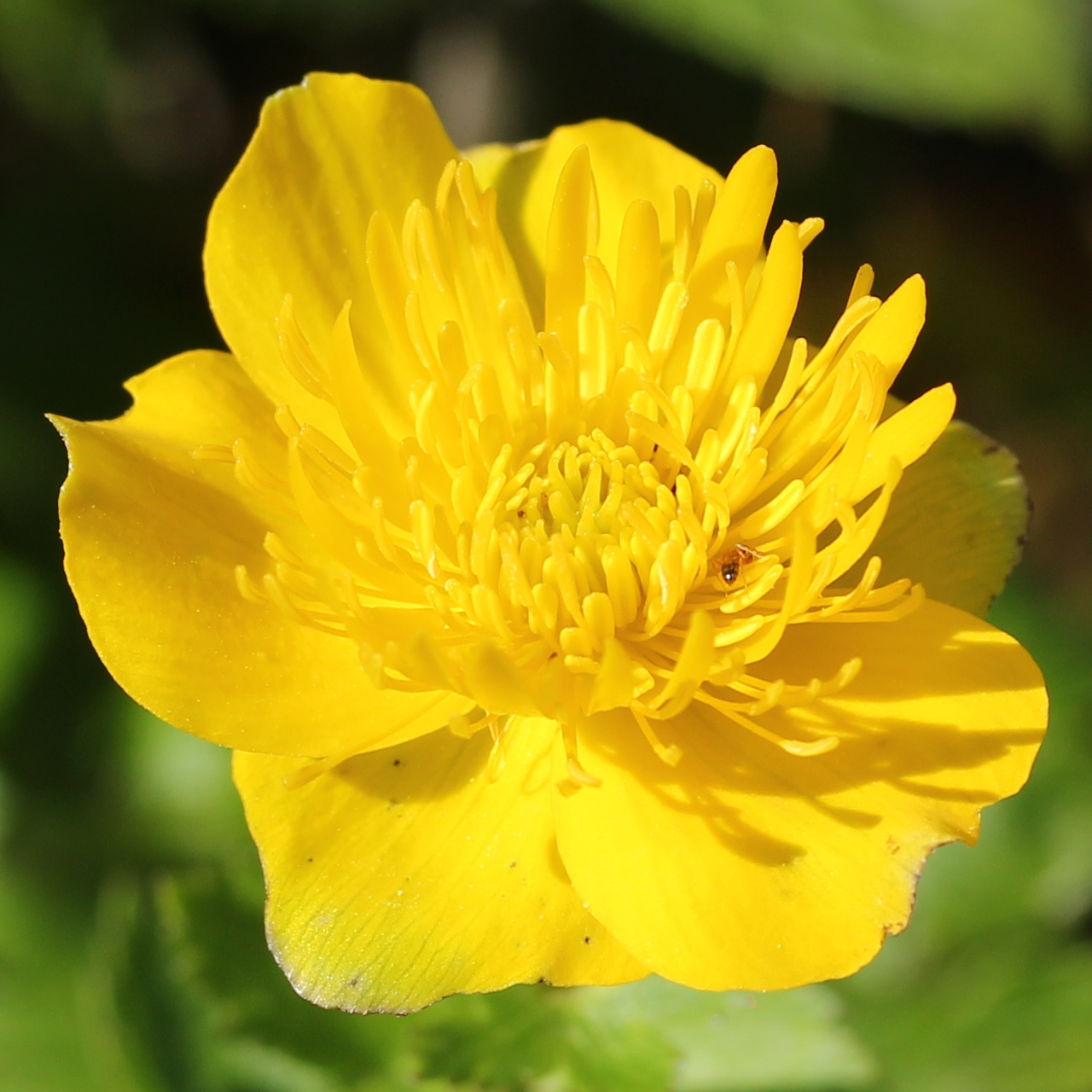
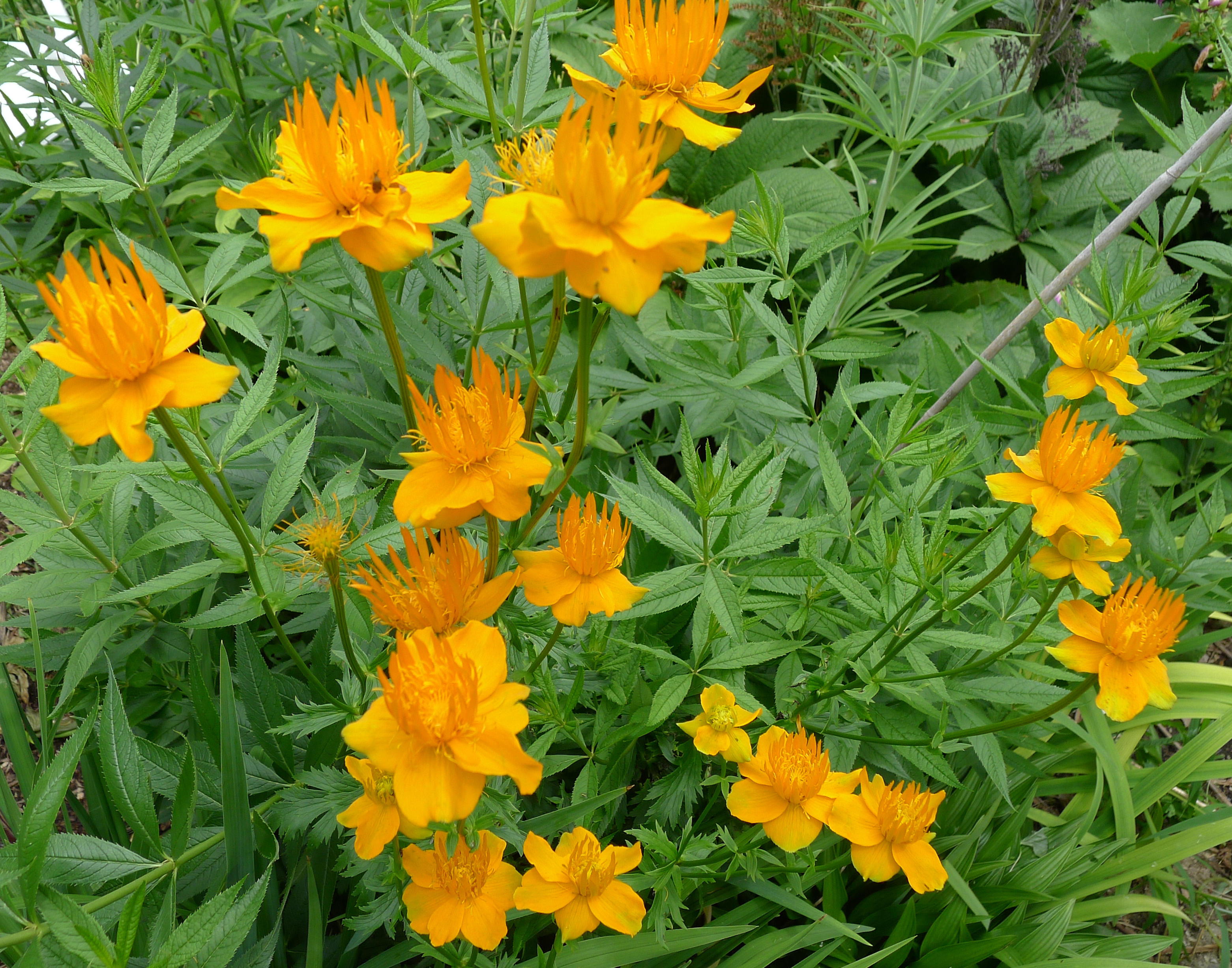
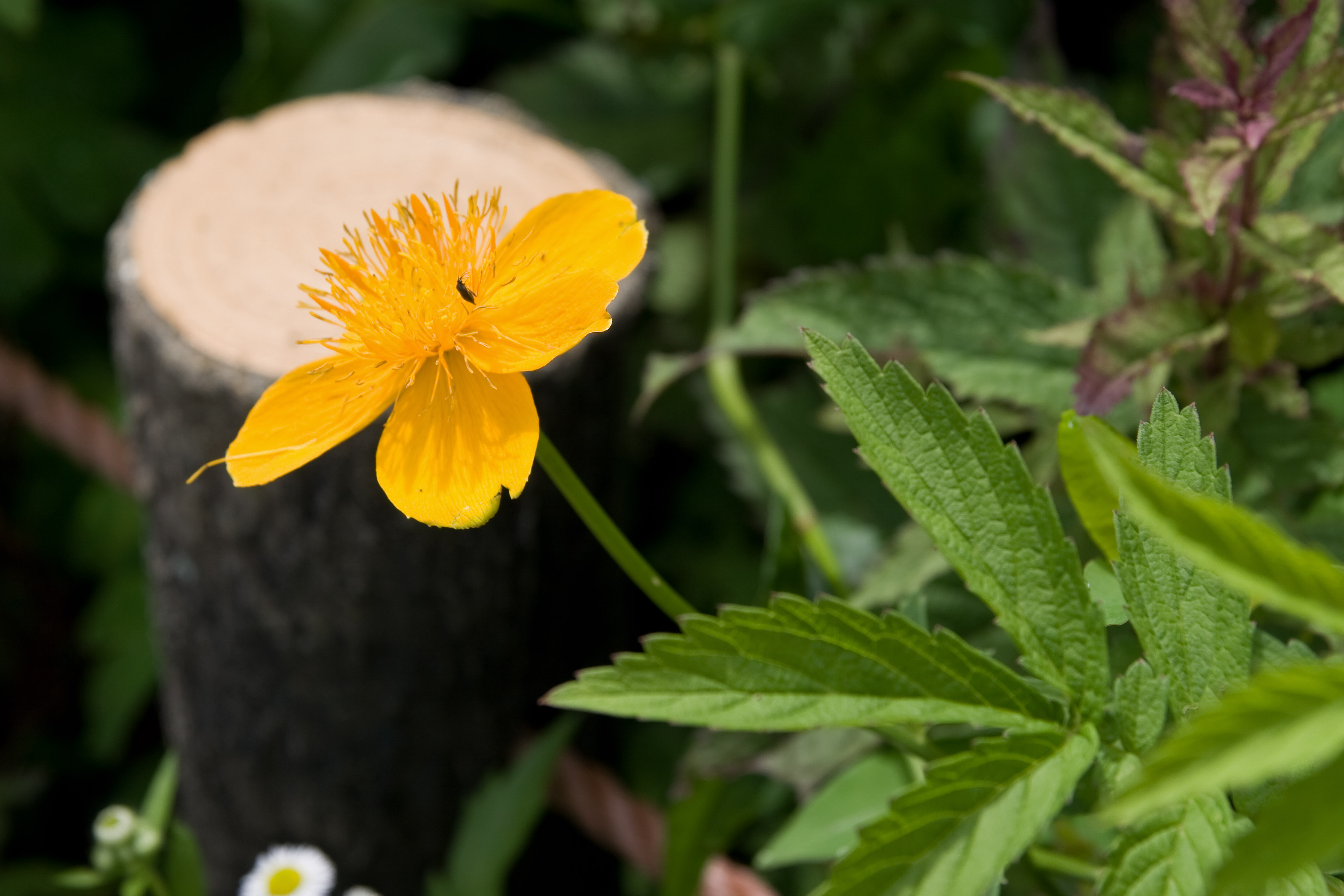
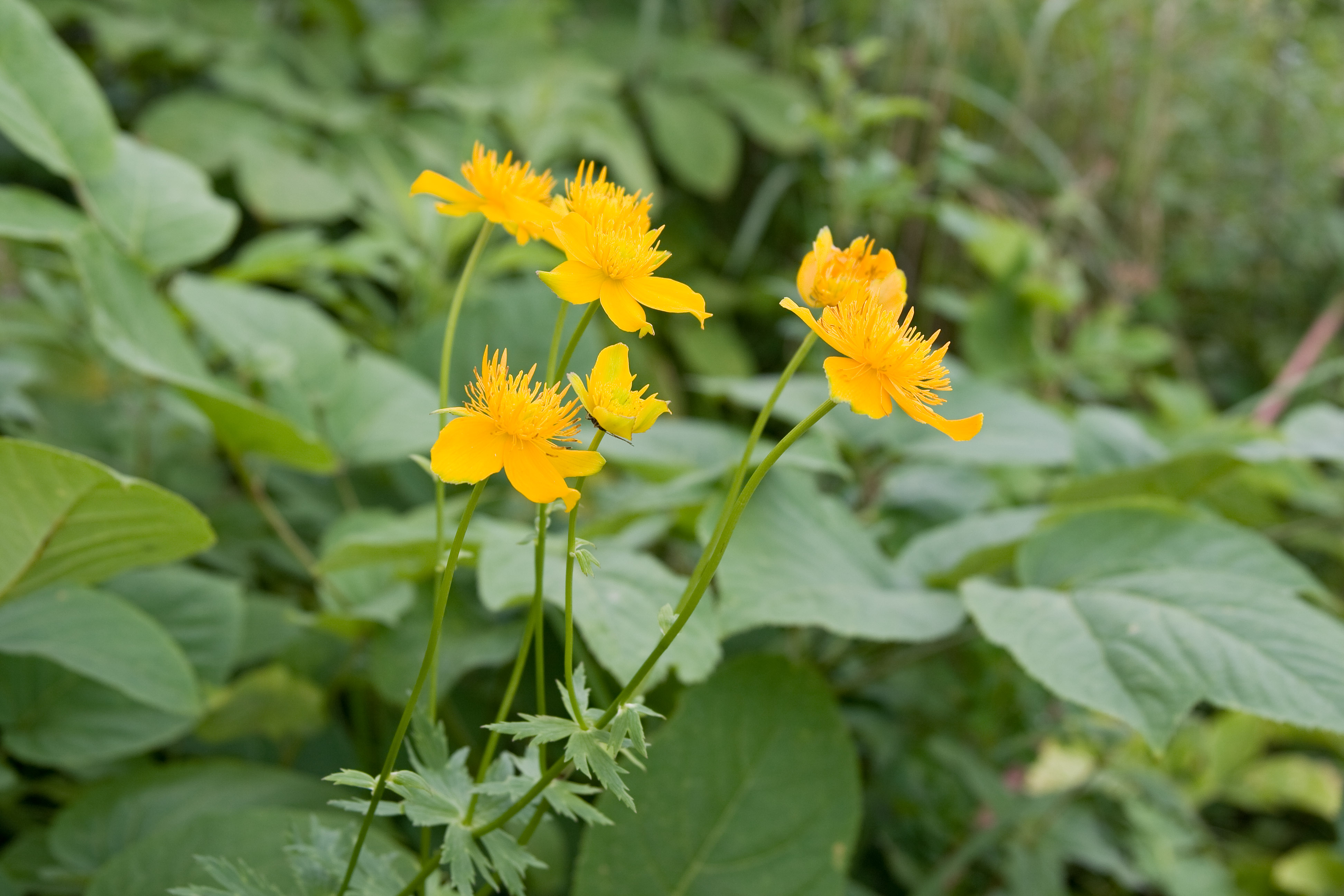
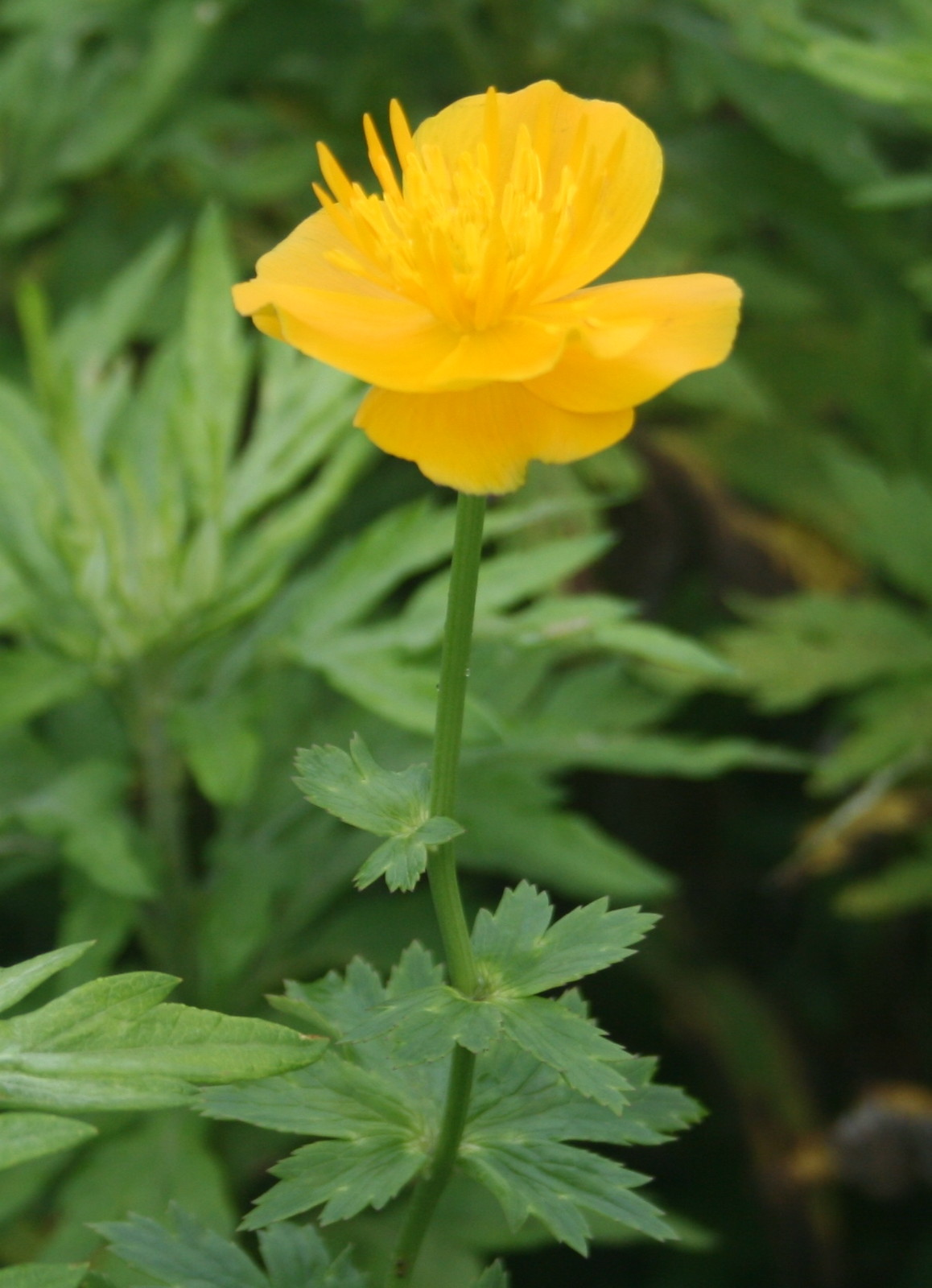